# 渡邉健

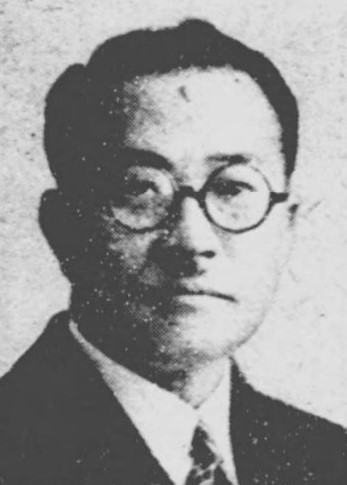
渡邉健

渡邉 健（わたなべ けん、1894年〈明治27年〉7月27日 - 1952年〈昭和27年〉3月31日）は、日本の政治家・医師。衆議院議員（2期）。

## 経歴
茨城県出身。渡邉賢次郎の長男として生まれる。1917年千葉医学専門学校卒。卒業後は陸軍軍医となる。橋田病院に勤務し、独立して1922年に内科医院を開業する。この他茨城県議、渡里村長、同在郷軍人会分会長、同農会長などを歴任する。また、上海事変に従軍し、支那派遣軍への慰問歴もある。
1940年1月、第20回衆議院議員総選挙茨城県第1区の再選挙で衆議院議員に当選。次の1942年の第21回衆議院議員総選挙には翼賛政治体制協議会（翼協）の推薦を受けて再選。翼政会厚生、農林兼務委員となった。戦後は、翼協の推薦議員のため、公職追放となった。